# Hitchcock-Verzeichnis
Das Hitchcock-Verzeichnis (Kürzel: H) ist ein vom US-amerikanischen Musikwissenschaftler Hugh Wiley Hitchcock erstelltes Verzeichnis der rund 550 Werke von Marc-Antoine Charpentier.

## Ausgabe
- Hugh Wiley Hitchcock: Les Oeuvres de Marc-Antoine Charpentier: Catalogue Raisonné. Picard, Paris 1982, ISBN 2-7084-0084-3.